# Istha
Istha is een dorp in de gemeente Wolfhagen in het district Kassel-Land in Hessen.
Istha ligt aan de Uerdinger Linie, in het traditionele Nederduitse gebied.
Er is een protestantse kerk in Istha.